# Per Gjelten
Per Gjelten (ur. 5 grudnia 1927 w Trondheim, zm. 25 stycznia 1991 tamże) – norweski dwuboista klasyczny, olimpijczyk z 1952.

## Kariera
Zajął 10. miejsce w kombinacji norweskiej i 43. miejsce w biegu na 18 kilometrów na mistrzostwa świata w 1950 w Lake Placid. Dwa lata później, podczas igrzysk olimpijskich w Oslo zajął 5. miejsce w kombinacji norweskiej i 20. miejsce w biegu na 18 kilometrów.
Na mistrzostwach świata w 1954 w Falun zajął 4. miejsce w kombinacji norweskiej (pierwszych 5 miejsc zajęli Norwegowie, a brązowy medalista Kjetil Mårdalen wyprzedził Gjeltena o zaledwie 0,1 punktu). a w biegu na 15 kilometrów został sklasyfikowany na 48 pozycji.
Był mistrzem Norwegii w kombinacji norweskiej w 1952.

## Osiągnięcia

### Igrzyska olimpijskie
| Miejsce | Dzień       | Rok  | Miejscowość | Konkurencja         | Wynik zwycięzcy | Strata      | Zwycięzca      |
| ------- | ----------- | ---- | ----------- | ------------------- | --------------- | ----------- | -------------- |
| 5.      | 31 stycznia | 1952 | Oslo        | Duża skocznia/18 km | 451,621 pkt     | -18,773 pkt | Simon Slåttvik |

### Mistrzostwa świata
| Miejsce | Dzień     | Rok  | Miejscowość | Konkurencja         | Wynik zwycięzcy | Strata    | Zwycięzca        |
| ------- | --------- | ---- | ----------- | ------------------- | --------------- | --------- | ---------------- |
| 10.     | 3 lutego  | 1950 | Lake Placid | Duża skocznia/18 km | 455,2 pkt       | -27,5 pkt | Heikki Hasu      |
| 4.      | 17 lutego | 1954 | Falun       | Duża skocznia/15 km | 461,1 pkt       | -10,7 pkt | Sverre Stenersen |